# Бангладешско-израильские отношения
Бангладеш и Израиль не имеют в настоящее время прямых дипломатических отношений, но существуют косвенные при посредничестве США и ЕС — Бангладеш зарабатывает немного на экспорте своих товаров в Израиль. Руководство Бангладеш заявляет, что не признает Израиль до тех пор, пока не будет создано независимое палестинское государство. В последнее время, однако, участились переговоры между официальными лицами обеих стран по поводу установления связей друг с другом.

## История
Израиль был одной из первых стран, которые признали Бангладеш. Израильское правительство и простые граждане поддерживали Война за независимость Бангладеш в 1971 году. После провозглашения независимости Бангладеш, новая страна была признана Израилем 4 февраля 1972 года; однако, правительство Бангладеш официально отвергло признание. От имени правительства Бангладеш, тогдашний глава МИД Хундакар Муштак Ахмед направил письмо израильскому правительству, в котором говорилось, что они не могут принять признание их независимости Израилем.
Бангладеш поддерживает идею создания независимого палестинского государства и выступает за окончания «нелегальной оккупации Палестины» Израилем.
Как только началась Вторая ливанская война, Бангладеш предложил послать батальоны пехоты чтобы помочь миротворческим силам ООН в регионе, однако Израиль отверг это предложение, заявив, что Бангладеш не признает Государство Израиль. Несмотря на то, что Израиль отверг предложение Бангладеш в участии в мирном урегулировании, Бангладеш и Непал были первыми странами, чьи войска достигли берегов Южного Ливана, в то время как западные страны, как, например, Франция — внесшая самый большой вклад в урегулирование конфликта, появилась там только спустя несколько дней. К 25 мая 2015 года в силах ЮНИФИЛ в Ливане проходят службу 326 солдата из Бангладеш.
В заявлении, опубликованном «Jerusalem Post», представитель израильского правительства сказал, что «у нас нет разногласий с Бангладеш. Мы хотим вести диалог. Мы хотим отношений между людьми. Мы приглашаем религиозных граждан Бангладеш посетить святой город Иерусалим». Израиль безуспешно «пытался установить дип. отношения с Бангладеш» после установления «полных дип. отношений с Китаем и Индией в 1992 году». Премьер-министр Бангладеш Шейх Хасина заявила в 2014 году: «Мы продолжали поддерживать палестинцев и оккупация их земель израильтянами никогда не может быть принята». Бывшая глава МИД Бангладеш Dipu Moni сказала, что Дакка уже готова принять решение по установлению отношений между Бангладеш и Израилем.

## Торговля
Бангладеш поддерживает запрет на торговлю с Израилем, несмотря на это обе страны являются членами ВТО. В 2014 году в официальной статистике Экспортного бюро Бангладеш было найдено, что эта страна экспортировала небольшое количество товаров на сумму 2 577 долл. США в Израиль в 2013—2014 гг. Однако, в последние годы сообщается, что бангладешские товары экспортируются в Израиль через США или ЕС.

## Туризм и авиасообщение

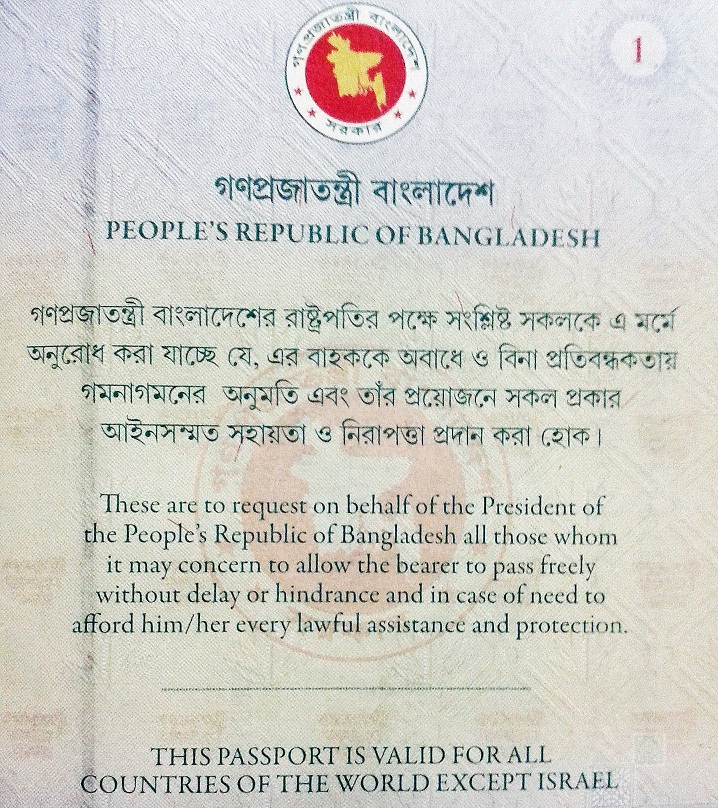
Паспорт гражданина Бангладеш действительный для всех стран кроме Израиля

Бангладеш является одной из 29 стран членов ООН, которая не признает Израиль. Она является также одной из нескольких стран, которая официально запрещала своим гражданам посещать Израиль и не принимает израильские паспорта.
В ноябре 2003 года про-израильский бангладешский журналист Салах Чудхури (Salah Choudhury) был арестован за попытку вылететь в Тель-Авив. Его обвинили в мятеже, предательстве и богохульстве, и приговорили к лишению свободы на 7 лет.
В мае 2021 года бангладешское правительство сняло эти ограничения и теперь паспорта этой страны действительны для поездок во все страны мира без исключений.

## Обвинения в связях с Моссадом
В мае 2016 года премьер-министр Бангладеш Шейх Хасина обвинила оппозиционные партии BNP и Джамаат-и ислами Бангладеш в том, что они сотрудничали с израильской разведкой Моссад для того, чтобы сбросить её правительство посредством военного переворота. Это случилось после сообщения о том, что Aslam Chowdhury, генеральный секретарь партии BNP встречался с израильским политиком Mendi N. Safadi во время их визита в Индию. Аслам заявил, что эта встреча произошла по случайности.
7 июня 2016 года глава МВД Asaduzzaman Khan обвинил главную оппозиционную партию BNP в связях с недавними атаками исламистских фундаменталистов в Бангладеш и в том, что эти атаки являются частью широкого заговора, в который также вовлечен Моссад. Пресс-секретарь израильского МИДа в Иерусалиме отверг эти обвинения и назвал обвинения бангладешского министра «полной чушью».

## Израильтяне в Бангладеш
Принципиально израильтянам запрещено посещение Бангладеш. Тем не менее, в апреле 2024 года СМИ сообщили о том, что в бангладешской тюрьме содержится гражданка Израиля, женщина из религиозной общины Бней-Менаше, которую осудили на 20 лет по обвинению в контрабанде наркотиков. Более того, в результате «тайных дипломатических переговоров» её в бангладешской тюрьме смогли посетить посланник раввинского суда и местный эмиссар ХАБАДа, которые вручили женщине «гет», бракоразводное письмо от её мужа.